# Giftmüll bei Neapel
Der Giftmüll bei Neapel stellt ein Umweltrisiko für die Region zwischen Neapel und Caserta dar und gefährdet die Gesundheit der Bevölkerung. Millionen Tonnen gefährliche Abfälle wurden dort seit den 1980er Jahren illegal verbrannt oder im Boden vergraben. Die betroffene Region in Kampanien ist als Dreieck des Todes (italienisch triangolo della morte) bekannt geworden. Wegen der häufigen Müllverbrennungen wird sie auch terra dei fuochi („Land der Feuer“) genannt.

## Das „Dreieck des Todes“

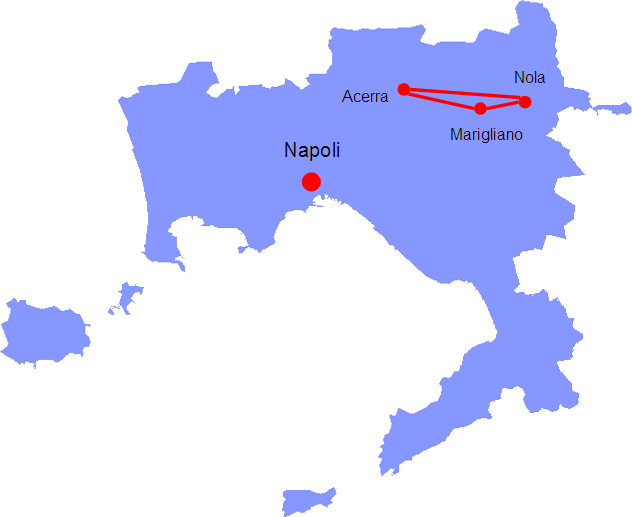
Das „Dreieck des Todes“ nach der ursprünglichen Definition: das Gebiet zwischen Acerra, Nola und Marigliano. Blau: Gebiet der Metropolitanstadt Neapel.

Rot: Gebiet der Metropolitanstadt Neapel in Kampanien

Die Bezeichnung „Dreieck des Todes“ geht auf einen im September 2004 veröffentlichten Artikel in der medizinischen Fachzeitschrift The Lancet Oncology zurück. Das Dreieck des Todes wurde in dem Artikel als die Region zwischen den Orten Acerra, Nola und Marigliano beschrieben. In diesem Gebiet waren die Raten verschiedener Krebserkrankungen deutlich höher als im Landesdurchschnitt.
Schon in der Überschrift – Italian “Triangle of death” linked to waste crisis – wurde das „Dreieck des Todes“ mit der „Abfallkrise“ in Zusammenhang gebracht. Der Artikel wies darauf hin, dass der italienische Staat allgemein mit der Abfallentsorgung überfordert war und die Mafia in dem Gebiet „seit mindestens 20 Jahren“ das Geschäft mit der illegalen Abfallentsorgung betrieben hatte. Die Autoren schrieben, dass in der Region verschiedene giftige Substanzen, darunter Blei, Dioxine und radioaktive Stoffe, zum Beispiel über grasende Schafe in die Nahrungskette gelangen. Dies führe beim Menschen zu Krebserkrankungen, Organschäden und Missbildungen bei Föten.
Die Bezeichnung „Dreieck des Todes“ wurde später auf das gesamte von Giftmüll belastete Gebiet nördlich von Neapel ausgedehnt. Dieses ist wesentlich größer als das in dem Artikel in The Lancet Oncology behandelte Gebiet Acerra – Nola – Marigliano. Beispielsweise findet sich in einem Zeitungsartikel aus dem Jahr 2014 die Angabe, das „Dreieck des Todes“ sei das Dreieck zwischen Neapel, Nola im Osten und Caserta im Norden, ein Gebiet mit 42 Gemeinden und rund zwei Millionen Einwohnern. Betroffen ist aber beispielsweise auch Calvi Risorta mit einer riesigen Giftmülldeponie. Dieser Ort liegt rund 20 Kilometer nordwestlich von Caserta und rund 40 Kilometer vom Dreieck Acerra – Nola – Marigliano entfernt. Laut manchen Quellen leben insgesamt drei Millionen Einwohner in dem kontaminierten Gebiet.

## Geschichte
Bauern in der Gegend erzählten, dass sie schon in den 1970er Jahren von der Camorra gezwungen wurden, Industrieschlamm auf ihre Felder zu kippen. Ab den 1980er Jahren ließ die Camorra Millionen von Tonnen an Industriemüll illegal auf Feldern in der Region verbrennen oder vergraben. Auf vielen wilden Müllkippen wurde gefährlicher Müll gelagert, darunter Müll aus Krankenhäusern und von pharmazeutischen Herstellern, vermutlich auch radioaktiver Abfall. Die illegale Entsorgung von toxischem Müll durch die Mafia war seit langem insbesondere vor Ort bekannt.
Carmine Schiavone (1943–2015), ein Cousin des Camorra-Clanchefs Francesco Schiavone, begann 1993 als Pentito mit den Behörden innerhalb eines Zeugenschutzprogramms zusammenzuarbeiten. 1994 wurde er auch zwei Wochen lang von Ermittlern deutscher Behörden verhört. Am 7. Oktober 1997 sagte er vor einem geheim tagenden parlamentarischen Untersuchungsausschuss in Rom aus und gab zahlreiche Details preis (siehe nächster Abschnitt). Die Anhörung wurde damals vom Parlament zur Verschlusssache erklärt.
2006 erschien das Buch Gomorrha von Roberto Saviano, in dem er den Giftmüllskandal und die anderen Aktivitäten der Camorra beschrieb. Das Buch wurde in mehr als 50 Sprachen übersetzt und mit demselben Titel verfilmt. Saviano hatte recherchiert, dass die Camorra im Jahr 2004 für die Beseitigung von einem Kilo Giftmüll um die zehn Cent verlangte, während die ordnungsgemäße Entsorgung bis zu 62 Cent kostete.
Die italienische Umweltschutzorganisation Legambiente schätzte, dass die italienische Mafia im Jahr 2011 im Bereich Giftmüllentsorgung 3,1 Milliarden Euro Umsatz erzielte. Die illegale Müllentsorgung in Italien insgesamt schätzte sie im Jahr 2012 auf 11,6 Millionen Tonnen und 16 Milliarden Euro Umsatz pro Jahr.
Anhaltende Forderungen aus der Öffentlichkeit sorgten im Oktober 2013 dafür, dass das römische Parlament nach 16 Jahren Geheimhaltung das Protokoll der Aussagen des Kronzeugen Carmine Schiavone aus dem Jahr 1997 öffentlich machte. Die Veröffentlichung löste Empörung darüber aus, dass etliche Politiker die Warnungen Schiavones gekannt hatten und dennoch untätig geblieben waren. Dadurch wuchs der Druck auf die Politik und die Behörden, endlich Maßnahmen zu ergreifen. Man fragte zum Beispiel nach der Verantwortung von Staatspräsident Giorgio Napolitano, der von 1996 bis 1998 Innenminister und oberster Dienstherr der Ermittler gewesen war. Er sagte, die Camorra sei hauptverantwortlich für das Umweltdesaster.
Die sechs Hektar große Deponie Resit bei Giugliano in Campania wurde dekontaminiert und bis 2019 in einen Wald umgewandelt. Die Camorra hatte dort giftige Gerbereischlämme versenkt und eine Million Kubikmeter Müll abgelagert, davon ein Drittel Industrieabfälle.

## Aussagen des Kronzeugen Carmine Schiavone
1997 sagte Carmine Schiavone vor dem parlamentarischen Untersuchungsausschuss aus, dass die Camorra in Süditalien Giftmüll aus ganz Europa lagere. Er beschrieb detailliert die Vorgänge in Kampanien, unter Namensnennung beteiligter Transportfirmen und zeigte den Ermittlern, wo gefährliche Abfälle versteckt waren. Er erzählte, dass Lastwagen unter anderem aus Deutschland radioaktive Abfälle in Bleikisten gebracht hätten, dass sein Clan Anfang der Neunzigerjahre mit dem illegalen Müllgeschäft monatlich mindestens 700 Millionen Lire verdient hätte, und mit welchen Methoden die Camorra die 106 Bürgermeister Kampaniens aufstellte und wie viele Polizisten auf ihren Gehaltslisten standen. Er erklärte vor dem Untersuchungsausschuss: „Wir haben alles angenommen und vergraben, auch radioaktiven Müll, aus ganz Italien, Frankreich, Österreich, Deutschland und anderen Ländern“. Besonders nach dem Mauerfall habe die Mafia viel Geld mit Geschäften aus Deutschland verdient, Schiavone nannte die Orte Dortmund, München und Baden-Baden. Er warnte: „Die Leute in der Gegend riskieren alle, in zwanzig Jahren an Krebs zu sterben.“
Schiavones Aussagen wurden 16 Jahre lang geheim gehalten und erst im Oktober 2013 veröffentlicht. Schiavone trat nun im Fernsehen auf und gab Interviews. Er behauptete, dass die Camorra die illegale Abfallentsorgung weiterhin betreibe. Er bekräftigte seine früheren Aussagen, zum Beispiel zu dem radioaktiven Material aus Deutschland. Dieses sei mit Lastwagen  „vermutlich aus Ostdeutschland“ in Bleikassetten von etwa 50 Zentimeter Länge angeliefert worden. Er erklärte: „Vergraben wurde das in bis zu 20 Meter Tiefe. Die Sonde aber, mit der dort Strahlung später gemessen wurde, kam nur 6 Meter tief.“
Die Aussagen von Schiavone und anderen Kronzeugen machten deutlich, dass viele an dem Giftmüllgeschäft profitierten: vor allem die Industrieunternehmen, die ihren Müll zu Dumpingpreisen entsorgen ließen, aber auch Transportunternehmen und die Grundbesitzer, die ihren Boden für die Mülldeponien zur Verfügung stellten. Die Mafia spielte dabei die Rolle des Maklers.
Schiavone kritisierte den Staat: „Der Staat hat sich nicht gekümmert. Er hat die Wahrheit unterdrückt, denn der Staat und die Mafia waren Partner.“ Er sagte: „Wenn wir schuldig sind, dann sind es erst recht diejenigen, die das alles zugelassen haben: Polizisten, Staatsanwälte und Politiker.“ Der Vorsitzende des Umweltausschusses im römischen Parlament und frühere Umweltschützer Ermete Realacci wiegelte mit dem Hinweis ab, dass Schiavone ein ehemaliger Krimineller und nicht unbedingt glaubwürdig sei: „In der Anhörung von damals hat er einige Wahrheiten erzählt und sehr viel Blödsinn.“ Die Ermittler hätten zum Beispiel nie radioaktive Abfälle in Kampanien gefunden. Die Staatsanwälte seien allen Hinweisen nachgegangen.

## Umweltschäden
In der Region rund um Neapel wurden insgesamt schätzungsweise 28 Millionen Tonnen Giftmüll in Äckern vergraben oder auf freien Landflächen deponiert oder verbrannt. Allein auf der Giftmülldeponie bei Calvi Risorta wurden etwa 2,5 Millionen Kubikmeter kontaminierte Abfälle entsorgt. Die Camorra ließ außerdem große Mengen von giftigen Substanzen in Beton mischen, der beim Bau von Gebäuden, Autobahnen, Schnellstraßen und Zugtrassen verwendet wurde.
Die Gifte der Müllhalden haben Boden, Grundwasser und durch die Müllbrände auch die Atemluft verseucht. Zu den Giftstoffen zählen unter anderem Dioxine, Blei, Quecksilber und andere Schwermetalle, Lösungsmittel wie Tetrachlorethen und Asbest. Der Boden rund um Neapel ist einer der fruchtbarsten Europas mit bis zu vier Ernten pro Jahr und die drittgrößte Agrarregion Italiens. Dennoch  hatten Bauern wegen der Belastung mit Giften Schwierigkeiten, ihre Produkte zu verkaufen (Stand 2013).
Im Jahr 2013 wurden in Brokkoli und Tomaten, die von einem Feld in der Nähe von Orta di Atella stammten, Konzentrationen von Kadmium, Arsen und Blei gemessen, die den erlaubten Höchstwert 500fach überschritten. Das Gemüse war über einer vier Meter hohen Abfallschicht gewachsen. 200.000 Kubikmeter gefährliche Abfälle waren dort auf sieben Hektar Fläche abgelagert worden. Die Provinzregierung legte viele Anbauflächen still (Stand 2014).

## Gesundheitsfolgen
Im Jahr 2008 sagte Giuseppe Comella, der Leiter des Nationalen Krebsforschungsinstituts in Neapel: „Es ist eindeutig, dass die Sterblichkeitsrate der Bevölkerung in der Nähe von Müllhalden und Orten, wo heimlich Abfälle vergraben werden, höher ist.“ Laut dem Onkologen und Toxikologen Antonio Marfella nahmen genau jene Krebsarten zu, die auf Umwelteinflüsse zurückzuführen sind. So gab es beispielsweise bis zu dreimal mehr Krebserkrankungen der Leber – ein Organ, das bei Umweltverschmutzung mehr leisten muss.
Dem Allgemeinmediziner Luigi Costanzo, der seit 2010 in dem Dorf Frattamaggiore etwa 1600 Patienten betreute, fiel bald auf, dass sich bestimmte Erkrankungen häuften. In fast jeder Familie habe jemand Krebs, auch Asthma und Schilddrüsenprobleme nähmen zu, es gebe eine extrem hohe Rate von unfruchtbaren Paaren und Missbildungen bei Ungeborenen. Er sagte: „Auffallend viele Frauen unter vierzig bekommen Brustkrebs, außerdem haben wir eine regelrechte Epidemie von Schilddrüsenkrebs.“ Costanzo forderte Daten der Gesundheitsbehörde Neapel Nord an und stellte fest, dass sich in seiner Region die Tumorerkrankungen innerhalb weniger Jahre mehr als verdreifacht hatten: von 136 im Jahr 2008 auf 420 im Jahr 2012.
Das Gesundheitsministerium in Rom ließ im Jahr 2013 verlauten, dass kein Zusammenhang zwischen Umweltgiften und Krebsraten nachweisbar sei. Die Ministerin Beatrice Lorenzin, Mitglied der Partei Il Popolo della Libertà (PdL), sagte im Juli 2013, ein kausaler Zusammenhang sei lediglich eine Hypothese. Man müsse sich auch die Frage stellen, ob nicht ein ungesunder Lebensstil in der Region Kampanien zu den Ursachen der erhöhten Krankheitsraten zähle.
Eine Studie aus dem Jahr 2012 ergab, dass die Krebsrate in einigen Orten um 80 Prozent höher war als im Durchschnitt und dass 47 Prozent mehr Frauen an Brustkrebs erkrankten als im Rest des Landes.
Der Onkologe Antonio Marfella vom italienischen Krebsforschungsinstitut in Neapel registrierte jahrelang, dass die Fruchtbarkeit und die Lebenserwartung in Kampanien sank und die Krebsrate anstieg. Kinder starben an Leukämie und Erwachsene an Tumoren häufiger als im Rest Italiens (Stand 2014). Tumorerkrankungen bei Männern in der Provinz Neapel hätten binnen zwei Jahrzehnten um 47 Prozent zugenommen; vor allem die Zahl der Lungenkarzinome sei gewachsen, auch bei Nichtrauchern. Die Region Kampanien weise mittlerweile die italienweit höchste Unfruchtbarkeitsrate auf und sei führend auch bei Fällen von schwerem Autismus (Stand 2014).

## Reaktionen

### Bürgerproteste und Bürgerinitiativen
Jahrelang traf sich einmal in der Woche ein Dutzend Frauen bei Pater Maurizio Patriciello aus Caivano in einer Selbsthilfegruppe (Stand 2013). Angeblich kamen viele andere nicht, weil sie zu verzweifelt waren. Patriciello wurde eine Art Anführer der Bürgerbewegung gegen den Giftmüll, die 2011 in seinem Pfarrhaus entstanden war. Im November 2013 nahmen etwa 70.000 Menschen an einer Demonstration in Neapel teil, um gegen die Zustände und die Tatenlosigkeit der Politiker zu protestieren. Nach dem Verlust ihrer Kinder klagten Mütter die aus ihrer Sicht Verantwortlichen an. Sie trafen sich mit dem Ministerpräsidenten Giorgio Napolitano, um auf das Schicksal ihrer Angehörigen hinzuweisen. Ein Verlassen der Gegend sahen sie nicht als Lösung: „Wo sollten wir denn hin? Auch wenn sie uns ein neues Zuhause geben würden — wir glauben nichts und niemandem mehr.“
Es entstanden Bürgerinitiativen, die gegen die Verseuchung kämpften. Sie dokumentierten die Müllverbrennung und ihre schädlichen Folgen für Menschen und Umwelt in Bildern, sammelten Informationen über die Giftstoffe, organisierten Informationsveranstaltungen und Demonstrationen, verklagten Bürgermeister und trugen im Internet die Standorte neuer illegaler Müllhalden in Karten ein. Im Jahr 2014 lagen schon seit Jahren Berge von Akten mit den Namen von Beteiligten den Staatsanwaltschaften vor. Die Klagen der Bürgerkomitees waren bislang allerdings ohne Folgen geblieben.

### Katholische Kirche
Der Erzbischof von Neapel und Bischöfe örtlicher Diözesen schrieben Anfang 2014 in einem offenen Brief an Präsident Giorgio Napolitano: „Eine Umweltkatastrophe … hat sich in eine humanitäre Tragödie verwandelt“. Im Juli 2014 erneuerte Papst Franziskus bei einer Messe in Caserta seine Kritik an der Mafia.

### Behörden
Über 30 Jahre lang unternahmen die italienischen Behörden kaum etwas, was für die Bewohner der „Terra dei Fuochi“ ein Beweis ist, dass der italienische Staat kein Interesse daran hatte, ihnen die Wahrheit zu sagen und sie zu schützen.
Der Kriminalkommissar Roberto Mancini und seine Mitarbeiter zählten zu den Ersten, die etwas gegen den Umweltskandal unternahmen. Mancini ließ ab 1994 illegale Deponien untersuchen und Telefonate abhören. Die Ergebnisse stellte er zusammen mit Kronzeugenaussagen in einem 300 Seiten langen Untersuchungsbericht zusammen, den er im Jahr 1996 der Staatsanwaltschaft übergab. Der Bericht wurde 15 Jahre lang ignoriert. Erst im Jahr 2011 verwendete die Staatsanwaltschaft seinen Bericht im Zusammenhang mit weiteren Ermittlungen, um einige der Verantwortlichen anzuklagen. Mancini starb 2014 mit nur 53 Jahren an Krebs.
2013 erklärte Sergio Costa, der Provinzkommandeur der Umweltpolizei Corpo Forestale, die Umweltpolizei habe eine Methode entwickelt, vergrabenen Müll mit aus der Luft aufgenommenen Wärmebildern aufzuspüren. Seine Behörde habe schon 23 Hektar verseuchten Boden beschlagnahmt. Zu einer Industriemülledeponie bei Caivano sagte er Anfang 2014: „Wir haben gegraben und wir haben 200.000 Kubikmeter gefährlichen Sondermüll gefunden: Ölschlamm aus den Fabriken, Abfälle aus der Verarbeitung von Bauxit und Glas, Farben, Lösungsmittel, Bauabfälle, Asbest in großen Mengen. Lassen Sie Ihrer Vorstellungskraft freien Lauf. Alles erdenklich Schlimme lag da unten.“

### Politik
Im Oktober 2013 verabschiedete das italienische Parlament ein Gesetz, um illegale Müllkippen aufzuspüren und 1,2 Millionen Menschen aus der Region medizinisch zu untersuchen. Insgesamt 900 Hektar sollten untersucht und saniert werden, auch die Küstenlinie vor Licola nördlich von Neapel. Im Gesundheitsministerium wurden 50 Millionen Euro für die Krebsdiagnostik und -prävention bereitgestellt. Zur Unterstützung der Polizei wurden Soldaten in die Region geschickt, die ein weiteres Abkippen oder Verbrennen von Müll durch die Mafia verhindern sollten.
Die mehr als 5000 illegalen oder unkontrollierten Müllhalden in Italien riefen die EU-Kommission auf den Plan. Sie rügte Italien mehrfach wegen Missachtung der EU-Richtlinien zu gefährlichen Abfällen und zu Mülldeponien. Im Juli 2014 warf sie Italien in Mahnschreiben vor, in 28 Fällen gegen EU-Umweltgesetze verstoßen zu haben, und schaltete den Europäischen Gerichtshof ein.

### EGMR
Der Europäische Gerichtshof für Menschenrechte urteilte am 30. Januar 2025, dass Italien nicht ausreichend gegen diese Gefahren vorgegangen sei und dadurch das Recht auf Leben gemäß Art. 2 EMRK verletzt habe. Das Urteil verpflichtet Italien, umfassende Maßnahmen zur Bewältigung der Umweltkatastrophe zu ergreifen.

### US Navy
Der Stützpunkt der US Navy in Gricignano di Aversa liegt etwa 15 Kilometer nördlich von Neapel, auf halber Strecke zwischen zwei verseuchten Landstrichen. Die US Navy ließ eine 30 Millionen Dollar teure Studie durchführen, die im Jahr 2011 vorlag. Auf mehr als 1000 Quadratkilometern Gelände rund um den Stützpunkt wurden Proben von Erde, Wasser und Luft genommen. 5281 verseuchte oder verdächtige Orte werden in der Studie erwähnt. 92 Prozent der Wasserproben aus privaten Brunnen außerhalb des Kasernengeländes zeigten ein „unannehmbares Gesundheitsrisiko“. Die Werte für Uran waren in fünf Prozent aller Fälle „inakzeptabel hoch“.
Tausende Soldaten und ihre Angehörigen waren dort stationiert. Folgende Maßnahmen wurden ergriffen (Stand 2014): Niemand durfte länger als zwei Jahre in Neapel bleiben. Leitungswasser durfte in der Kaserne nicht getrunken und auch nicht zum Zähneputzen verwendet werden. Wenn ein Soldat nicht auf dem Kasernengelände wohnen wollte, riet man ihm, in einem oberen Stockwerk eines mehrstöckigen Gebäudes zu wohnen; weiter oben sei die Belastung mit giftigen Gasen geringer. In drei Wohngebieten in der Nähe des Stützpunkts durften die Soldaten grundsätzlich nicht wohnen. Die Amerikaner sahen in der Unfähigkeit der italienischen Behörden, „Gesetzen auch Geltung zu verschaffen“, eine Ursache des Missstandes.

## Dokumentarfilme
- 2008: Biùtiful cauntri. Dokumentation von Esmeralda Calabria, Andrea D’Ambrosio und Peppe Ruggiero, Italien, 83 Min. Zahlreiche Auszeichnungen.
- 2010: Dreckige Geschäfte – die Müllmafia in Neapel. Dokumentation von Carmen Butta, Deutschland, 44 Min. (Video bei YouTube)
- 2014: Tödlicher Giftmüll in Italien – Ein Mafiazeuge packt aus. Dokumentation von Mike Lingenfelser und Sandro Mattioli, Deutschland, 20 Min.[24]
- 2017: Das Gift der Mafia und das europäische Gesetz des Schweigens. Dokumentation von Christian Gramstadt und Sandro Mattioli, Arte, Deutschland, 85 Min.[25]